# Luci Corneli Lèntul (cònsol 38 aC)
Luci Corneli Lèntul (en llatí: Lucius Cornelius L. f. Lentulus) va ser un magistrat romà del segle i aC. Probablement era fill de Luci Corneli Lèntul Níger, i formava part de la família dels Lèntuls, una branca de la gens Cornèlia. Sembla que podia tenir dos germans, un dels quals era Publi.
Va ser cònsol sufecte el 38 aC, segons els Fastos Capitolins. Es tracta, segurament, del mateix personatge que havia rebut una província (segurament com a pretor) de Marc Antoni l'any 44 aC però hi havia renunciat. També és possible que es tracti del que va ser proscrit pels triumvirs l'any 43 aC.
Smith el considera el mateix que va acusar Gabini d'alta traïció el 54 aC, i també el que defensà Marc Emili Escaure el mateix any. El defensor d'Escaure, però, és anomenat Publi, i no pas Luci, però Münzer reconeix que es podria tractar d'un error textual. També segons Smith, va ser flamen de Mart, igual que el seu pare. En realitat, tots aquests fets biogràfics podrien correspondre tant a ell com als seus suposats germans, o fins i tot possibles cosins, com Lèntul Cruscel·lió.
En canvi, que, seguint Smith, fos el mateix que va batre moneda l'any 20 aC i fins i tot que va ser cònsol l'any 3 aC, resulta del tot improbable, i cal atribuir-ho més aviat al seu fill, Luci Corneli Lèntul.